# Auchenoglanis occidentalis
Auchenoglanis occidentalis е вид лъчеперка от семейство Claroteidae. Видът не е застрашен от изчезване.

## Разпространение и местообитание
Разпространен е в Бенин, Буркина Фасо, Бурунди, Гана, Гвинея, Гвинея-Бисау, Демократична република Конго, Египет, Еритрея, Етиопия, Замбия, Камерун, Кения, Кот д'Ивоар, Мавритания, Мали, Нигер, Нигерия, Сенегал, Сиера Леоне, Танзания, Того, Уганда, Централноафриканска република и Южен Судан.
Обитава сладководни басейни, крайбрежия, реки и потоци.

## Описание
На дължина достигат до 70 cm.